# 추익한
추익한(秋益漢, 1383년 ~ 1457년)은 조선 전기의 문신이다. 본관은 추계(秋溪), 호는 우천(愚川), 초명은 한복(漢復)이다.
문과에 급제하여, 홍문관부수찬, 호조좌랑, 호조정랑 등을 거쳐 한성부윤(漢城府尹)을 역임하였고, 1433년(세종 15년) 관직에서 물러나 강원도 영월로 낙향하여 상동면 화원리에 정주하고 시서를 지으며 조용히 살았다.
1457년(세조 3년) 단종이 영월로 유배되자, 평소 친분이 두터운 형조참판 박팽년으로부터 유배 중인 노산군을 잘 보필해 달라는 서찰을 받고, 산과(山果) 등을 따서 진상하면서 단종을 보살폈다.
하루는 머루와 다래를 따서 단종을 만나러 가던 중 단종이 곤룡포를 입고 백마를 타고 단신으로 동쪽 골로 행차하는 것을 보았다. “이 어인 행차이시옵니까?”하니 단종은 “나는 지금 태백산으로 가는 길”이라고 하였다. “여기 머루와 다래를 드시고 가시옵소서”하였더니 “경의 충성이 가상하다”며 홀연히 사라졌다. 이상하게 생각한 추익한은 급히 영월로 뛰어갔으나 이미 단종은 승하한 뒤였다. 추익한은 단종을 만났던 수라리재로 돌아와 절명하였다고 한다. 그 후 영월에서 추익한을 추충신(秋忠臣)이라 불렀다.
추익한의 묘와 신도비는 강원도 영월군 중동면에 있다. 1997년 건립된 강원도 영월군 영월읍 영흥리 충절사(忠節祠)에 엄흥도(嚴興道), 정사종(丁嗣宗)과 함께 배향되었다. 단종의 영정을 모신 영모전(永慕殿)에는 추익한이 백마를 탄 단종에게 산머루를 바치는 모습을 그린 그림이 있다. 영모전은 강원도유형문화재 제56호이다.

## 같이 보기
- 조선 단종
- 엄흥도
- 정사종